# Uomo Alto
L'Uomo Alto (Tall Man) è un personaggio creato da Don Coscarelli ideatore della serie cinematografica Fantasmi. Il personaggio è stato interpretato da Angus Scrimm in tutti e 5 i film.

## Il personaggio
L'Uomo Alto è un alieno proveniente da una dimensione conosciuta come Pianeta Rosso. Durante la sua permanenza sulla Terra ha assunto le sembianze di un becchino con lo scopo di catturare umani per trasformarli in mostri al suo servizio. Si distingue per la sua notevole altezza (l'attore era alto 1 metro e 93). È caratterizzato da una crudeltà immensa come dimostrato quando nel secondo film non si fa problemi a fare a pezzi una signora anziana per prenderne le sembianze.

## Poteri e abilità
L'Uomo Alto ha una forza fisica sufficiente da poter sollevare una bara con dentro un morto senza fatica. È anche estremamente resistente, è immortale, può teletrasportarsi alla velocità della luce e possiede anche dei pericolosi poteri telecinetici.